# Siderički dan
Siderički dan ili zvjezdani dan je period rotacije planeta u odnosu na udaljene zvijezde. Zemljin siderički dan definiran kao vrijeme između dva prolaska proljetne točke kroz nebeski meridijan i iznosi 23 sati 56 minuta i 4 sekunde. Siderički period ophoda (revolucije) vrijeme je za koje planet, satelit (prirodni ili umjetni) ili neko drugo tijelo obiđe oko matičnoga tijela. Siderička je godina Merkura približno 97 dana, Venere 224,695 dana, Marsa 686,98 dana, Jupitera 11,87 godina, Saturna 29,45 godina.

## Sunčevo i zvjezdano vrijeme
U svakodnevnom djelovanju najvažnije razdoblje vremena određeno je izmjenom svjetlosti i tame (dnevnom izmjenom osunčenja ili insolacije). Položaj Sunca na nebeskoj sferi predstavlja kazaljku pomoću koje se ustanovljuje doba dana. Računanje vremena dana počinje u ponoć, u času kada se Sunce nalazi u donjoj kulminaciji. Sunčev dan (sinodički dan) je vrijeme koje proteče između Sunčeve dvije uzastopne istovjetne kulminacije (gornje u podne ili donje u ponoć). Slično tome, zvjezdani dan (siderički dan) je vrijeme u kojemu puni okret učini neka zvijezda, ili točnije rečeno proljetna točka. Sunčevo vrijeme služi za svakodnevne životne djelatnosti. Znajući trenutak Sunčeva vremena, u stanju smo odrediti položaj Sunca na nebu. Možda nam se čini da to nije problem, jer se Sunce iznad obzora lako ugleda. No kod zvijezda nije tako. Zvijezde su mnogo manjeg sjaja nego Sunce. Zvjezdano vrijeme potrebno je da bi se odredio položaj zvijezda, a osim u astronomiji, primjenjuje se u geodeziji i navigaciji.

### Zvjezdano vrijeme
Kazaljka zvjezdanog vremena je proljetna točka. Zvjezdano vrijeme jednako je satnom kutu proljetne točke. Zvjezdani dan počinje kada se proljetna točka nalazi u gornjoj kulminaciji. Zvjezdano vrijeme povezano je u svakom času sa satnim kutom i rektascenzijom zvijezde. Ono je ograničeno time na razdoblje od 0 do 24 h. Zvjezdano vrijeme teče onoliko jednoliko koliko se jednoliko Zemlja okreće. Tok zvjezdanog vremena određen je samo Zemljinom vrtnjom u odnosu na zvijezde. U toku vremena postoje male promjene. Razlozi tih promjena trojaki su. Jedan je učinak plime. Pri gibanju plimnih valova dolazi do trenja između vodenih masa i dna. Trenjem se gubi dio kinetičke energije vrtnje pa se ona usporava. Pojava se očituje u stoljetnim razmacima. Zatim, postoje sezonske promjene brzine vrtnje jer se ovisno o godišnjem dobu mijenjaju jačine i smjerovi vjetrova te morskih struja. Stoga se vrtnja i usporava i ubrzava u toku godine, ovisno o tome pomažu li strujanja Zemljinoj vrtnji ili odmažu. Treći razlog krije se u gibanjima u Zemljinoj unutrašnjosti i u fizičkom prostoru Zemljine okoline. 
Sunčev dan zadan je ne samo Zemljinom vrtnjom oko vlastite osi, već i Zemljinom godišnjom putanjom oko Sunca. Pritom Zemlja učini jedan okret više oko svoje osi, s obzirom na proljetnu točku (ili zvijezde) nego s obzirom na Sunce. Obilaženje oko Sunca čini jedan dodatni okret Zemlje prema sustavu zvijezda. To znači da će broj zvjezdanih dana u Sunčevoj (tropskoj) godini biti za jedinicu veći od broja Sunčevih dana u Sunčevoj godini :
(T + 1) zvjezdani dan = T Sunčev dan
gdje je T - Sunčeva ili tropska godina koja iznosi 365 d 5 h 48 min 46 s = 365,24219 d, pa dobivamo :
1 zvjezdani dan = 23 h 56 min 4 s
Zvjezdani dan dijeli se sam po sebi u 24h zvjezdanog vremena, a sati, minute i sekunde zvjezdanog vremena takoder traju krace od sata, minuta i sekundi Sunčeva vremena:
1 zvjezdani sat = 59 min 50 s
1 zvjezdana minuta = 59,8 s
Zvjezdano vrijeme ovisi o tome u kojem se godišnjem dobu nalazimo. Onog časa kada je Sunce u proljetnoj točki s kojom zajedno prolazi kroz gornju kulminaciju podne je (12 h Sunčeva vremena), no istodobno je i početak zvjezdanog dana (0 h zvjezdanog vremena). Narednog će se dana Sunce naći istočnije od proljetne točke jer ono među zvijezdama odmiče na istok, pa će u dnevnoj vrtnji neba "zaostajati" za zvijezdama i kasnije proći nego proljetna točka. Kada kut između satnog kruga proljetne točke i Sunca poraste na 90° (početak ljeta), zvjezdano će vrijeme biti "mlađe" od Sunčeva za 6 h; kada poraste na 180° (početak jeseni), zvjezdano vrijeme jednako je Sunčevom; kada razlika dosegne 270° (početak zime), zvjezdano će vrijeme biti za 6 h "starije" od Sunčevog.

### Srednji Sunčev dan
Sunce se ne giba jednolikom brzinom po ekliptici, a ekliptika se ne podudara s nebeskim ekvatorom. Po ekliptici se Sunce ne giba jednoliko jer njegovo prividno gibanje samo odražava pravo gibanje Zemlje oko Sunca; Zemlja se po ekliptičnoj stazi giba promjenjivom brzinom. Stoga Sunce ne prelazi svakog dana jednake kutove po ekliptici. Sunce isto mijenja svoju kutnu udaljenost od nebeskog ekvatora. To znači da ono osim gibanja usporedo s nebeskim ekvatorom izvodi još i gibanje u smjeru okomitom na ekvator. Na primjer, dan poslije početka proljeća, Sunce će se naći nešto sjevernije od nebeskog ekvatora. Dnevni pomaci na sjever ili na jug od nebeskog ekvatora najveći su u doba ravnodnevnica, a u doba oko suncostaja Sunce se giba usporedo s nebeskim ekvatorom. To znači, i kada bi se Sunce ekliptikom i gibalo ravnomjerno, njegova se projekcija na nebeski ekvator ne bi gibala ravnomjerno. 
Pravi Sunčevi dani ne traju zato jednako. Srednji Sunčev dan (ili naprosto dan) je prosjek svih pravih Sunčevih dana u toku tropske ili Sunčeve godine. Danas se trajanje srednjeg Sunčevog dana prati pomoću atomskih satova. Godine 1967. dogovoreno je da se umjesto sekunde određene iz gibanja Zemlje, kao jedinica vremena iskoristi atomska sekunda ili sekunda određena atomskim satom. Ta je sekunda povezana s trajanjem tropske ili Sunčeve godine 1900. Sekundom se smatra razdoblje vremena koji je bio 31 556 925,9747 puta sadržan u toj tropskoj godini. Kako se duljina dana i tropske godine s vremenom mijenjaju, to se radi usklađenja vremena dana s kalendarom ubacuje u kalendarski dan dodatna (prekobrojna) sekunda. 

### Jednadžba vremena
Prirodne pojave, kao što su izlazak i zalazak Sunca, te gornja kulminacija (pravo mjesno podne), ovise o gibanju pravog Sunca. Da bi se trenutak dana povezao sa satnom kružnicom na kojoj se nalazi Sunce, ustanovljena je razlika pravog i srednjeg Sunčeva vremena. Razlika je poznata pod nazivom jednadžba vremena:
jednadžba vremena = pravo Sunčevo vrijeme - srednje Sunčevo vrijeme

### Srednje Sunčevo vrijeme
Pošto se svako vrijeme, i zvjezdano i Sunčevo, mjeri satnim kutom (u odnosu na meridijan promatrača), ono je lokalnog karaktera. Svaka zemljopisna dužina ima svoje vrijeme. Ako je kod nas podne, zapadno od nas bit će još jutro, a istočnije od nas bit će popodne. Svakih 15° zemljopisne dužine donosi razliku mjesnih vremena od 1 sat. Zato je na nekoj zemljopisnoj dužini λ, srednje Sunčevo vrijeme jednako:
Tm = UT ± λ
Kod istočnih zemljopisnih dužina predznak je pozitivan, kod zapadnih negativan. Svjetsko ili univerzalno vrijeme UT (eng. Universal Time) srednje je Sunčevo vrijeme na 0° meridijanu ili griničkom meridijanu. Zemljopisnu dužinu λ treba izraziti u vremenskim jedinicama koristeći sljedeće odnose: 1 h = 15°; 1 min = 15'; 1 s = 15"; 1° = 4 min; 1' = 4 s; 1" = 0,066 s. 

### Koordinirano svjetsko vrijeme UTC
U društvenim zajednicama uspostavljeno je pojasno ili zonsko vrijeme. Umjesto da se svako mjesto ravna po svojem srednjem Sunčevom vremenu koje započinje u mjesnu ponoć, čitave države ili njihovi dijelovi imaju zajedničko vrijeme. Cijela je Zemlja raspodijeljena na 24 vremenske zone ili pojasa. Središnji meridijani vremenske zone razmaknuti su za 15°. Unutar svake zone poštuje se jedinstveno vrijeme. Pojedine države su uvele i ljetno računanje vremena (eng. Daylight saving time ili DST), kojim se tijekom ljetnih mjeseci, kazaljke prebacuju obično za jedan sat unaprijed u odnosu na koordinirano svjetsko vrijeme (eng. Coordinated Universal Time ili UTC). U Hrvatskoj se primjenjuje srednjoeuropsko vrijeme ili UTC+1 (točnije rečeno srednjoeuropsko zimsko vrijeme), koje je određeno srednjim Sunčevim vremenom za istočnu zemljopisnu dužinu od 15° E, a od 1983. primjenjuje se i ljetno računanje vremena. Kada se želi iskazati vremenski slijed pojava opažanih na različitim zemljopisnim dužinama, kao i prave vremenske razlike, trenutak vremena izražava se pomoću koordiniranog svjetskog vremena UTC. 

### Pravo Sunčevo vrijeme
Odnosima pravog i srednjeg Sunčevog vremena, mjesnog i zonskog, koristimo se kada želimo saznati koliko je sati u trenutku pravog vremena. Građansko vrijeme koje primjenjujemo srednje je Sunčevo vrijeme samo za određeni meridijan. U nas je to 15° E meridijan. Nalazimo li se 1° istočnije, na 16° E meridijanu (recimo u blizini Zagreba), naše srednje vrijeme bit će za 4 minute "starije" (srednjem Sunčevom vremenu treba dodati 4 minute). 

### Datumska granica
Trenutak ponoći u nekoj vremenskoj zoni odjeljuje prošli dan od idućeg dana. Dakle, postoji jedna prirodna granica datuma (nadnevka) koja se neprestano pokreće od vremenske zone do zone. Zato na Zemlji mora postojati još jedna granica datuma, jer dva područja na Zemlji, koja istodobno imaju dva različita datuma, moraju se sučeljavati na dvije, a ne samo na jednoj granici. Zato je postavljena čvrsta datumska granica, i to u najmanje naseljenom području Tihog oceana. S obje strane granice isto je vrijeme u danu, jer je jednaka osunčanost, ali se susreću dva različita datuma. Izvodimo pravilo da prilikom prelaska datumske granice treba jedan dan oduzeti putuje li se sa zapada na istok, a dodati jedan dan putuje li se s istoka na zapad. Putovanjem na istok putnik zalazi u područje sve "starijeg" dana, mora pomicati satnu kazaljku neprestano unaprijed, pa na čitavom krugu oko Zemlje napuni jedan dan. Zato stekne jedan dan više, pa ga pri prelasku datumske granice mora odbiti. 

## Poveznice
- dan
- Sideričko vrijeme
- Siderički mjesec
- Sinodički dan
- Sinodički mjesec
- Zvjezdana godina ili siderička godina